# Rudziny (województwo lubuskie)
Rudziny (niem. Reuthau) – wieś w Polsce położona w województwie lubuskim, w powiecie żagańskim, w gminie Niegosławice.
W latach 1975–1998 miejscowość położona była w województwie zielonogórskim.

## Zabytki
Do wojewódzkiego rejestru zabytków wpisane są:
- park dworski, z połowy XIX wieku;
- brama, z 1698 r. zwieńczona trójkątnym frontonem z kartuszem zawierającym herby: Fryderyka von Logau (P) Marii Elizy von Redern (L)[4]. Po bokach otworu bramnego pilastry

inne
- ruiny dworu wzniesionego w pierwszej połowie XVI w., przebudowanego w stylu klasycystycznym na początku XIX w[5],
- średniowieczne grodzisko.

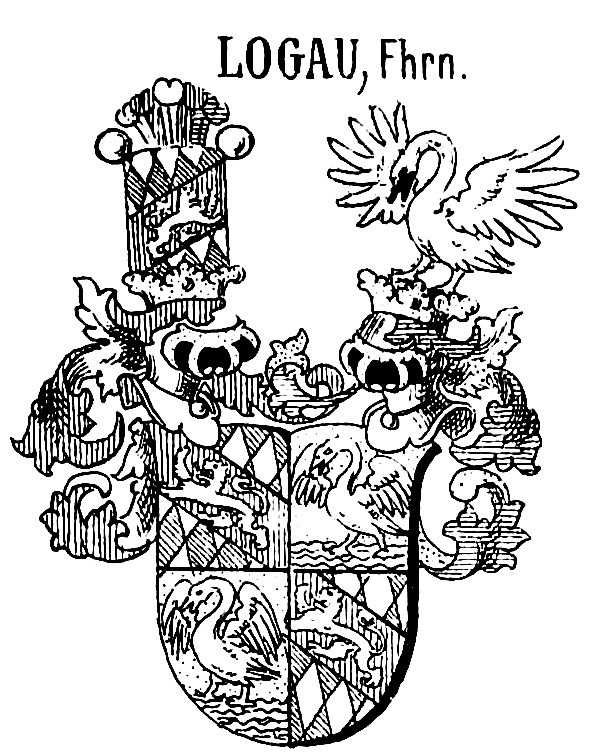
Herb barona Fryderyka von Logau
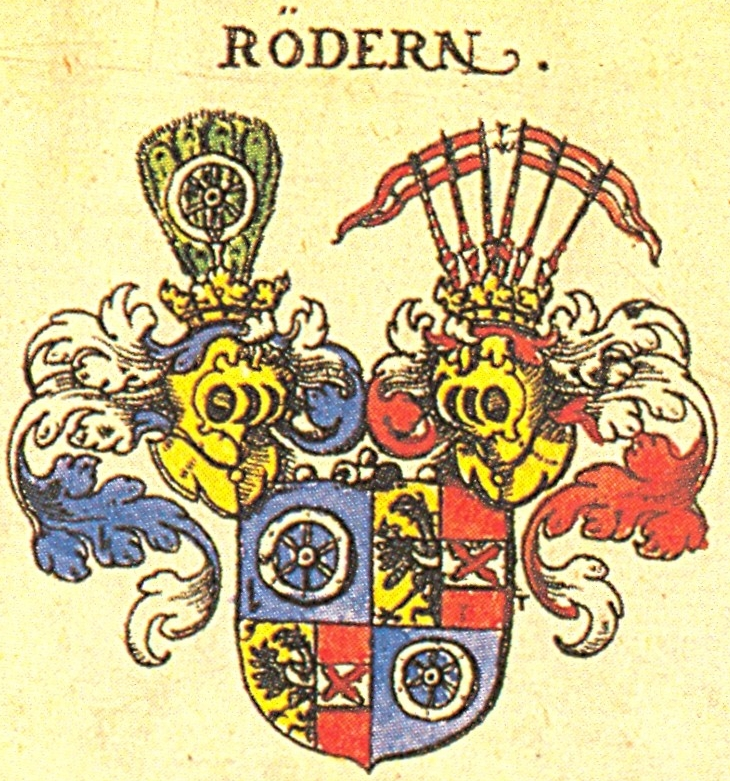
Herb Marii E. von Redern